# جورج بيرنهام
جورج بيرنهام هو سياسي أمريكي، ولد في 28 ديسمبر 1868 في لندن في المملكة المتحدة، وتوفي في 28 يونيو 1939 في سان دييغو في الولايات المتحدة. نشط حزبياً في الحزب الجمهوري. وقد انتخب عضو مجلس النواب الأمريكي ‏.